# Аньшунь
Аньшунь (кит.: 安顺) — міський округ в провінції Гуйчжоу КНР.

## Географія
Аньшунь розташовується у західній, гірській частині провінції.

### Клімат
Місто знаходиться у зоні, котра характеризується вологим субтропічним кліматом. Найтепліший місяць — липень із середньою температурою 22.8 °C (73 °F). Найхолодніший місяць — січень, із середньою температурою 5.2 °С (41.4 °F).
| Клімат Аньшуня          | Клімат Аньшуня | Клімат Аньшуня | Клімат Аньшуня | Клімат Аньшуня | Клімат Аньшуня | Клімат Аньшуня | Клімат Аньшуня | Клімат Аньшуня | Клімат Аньшуня | Клімат Аньшуня | Клімат Аньшуня | Клімат Аньшуня | Клімат Аньшуня |
| Показник                | Січ.           | Лют.           | Бер.           | Квіт.          | Трав.          | Черв.          | Лип.           | Серп.          | Вер.           | Жовт.          | Лист.          | Груд.          | Рік            |
| Середня температура, °C | 5,2            | 6,5            | 11,6           | 16             | 19,1           | 20,8           | 22,8           | 22,2           | 19,6           | 15,7           | 11,1           | 7              | 14,8           |
| Норма опадів, мм        | 18.1           | 22             | 29.7           | 86.2           | 215.5          | 260            | 227.9          | 180.9          | 117.9          | 97.3           | 43.6           | 22.4           | 1321.5         |
| Днів з опадами          | 15,2           | 14             | 14             | 16             | 18,8           | 18,9           | 16,9           | 17,5           | 15,4           | 17,4           | 15,8           | 15             | 194,9          |
| Вологість повітря, %    | 74.4           | 73.1           | 70.1           | 71             | 73.6           | 77             | 76.9           | 77.2           | 76.7           | 77.5           | 76.3           | 74.6           | 74.9           |
| ----------------------- | -------------- | -------------- | -------------- | -------------- | -------------- | -------------- | -------------- | -------------- | -------------- | -------------- | -------------- | -------------- | -------------- |
| Джерело: Weatherbase    |                |                |                |                |                |                |                |                |                |                |                |                |                |

## Адміністративний поділ
Міський округ поділяється на 2 райони і 4 повіти (три з них є автономними):
| Карта                                                                      | Карта            | Карта                | Карта            |
| -------------------------------------------------------------------------- | ---------------- | -------------------- | ---------------- |
| Пудін Пінба Сісю Гуаньлін- · Буї-Мяо Чженьнін- · Буї-Мяо Цзиюнь- · Мяо-Буї |                  |                      |                  |
| Статус                                                                     | Назва            | Оригінал             | Населення (2020) |
| Район                                                                      | Сісю             | 西秀区               | 870 441          |
| Район                                                                      | Пінба            | 平坝区               | 347 060          |
| Повіт                                                                      | Пудін            | 普定县               | 376 285          |
| Автономний повіт                                                           | Гуаньлін-Буї-Мяо | 关岭布依族苗族自治县 | 283 497          |
| Автономний повіт                                                           | Цзиюнь-Мяо-Буї   | 紫云苗族布依族自治县 | 293 651          |
| Автономний повіт                                                           | Чженьнін-Буї-Мяо | 镇宁布依族苗族自治县 | 299 696          |